# Atletism la Jocurile Olimpice de vară din 2024 - 4x400 m (masculin)
Proba de atletism 4x400 m masculin de la Jocurile Olimpice de vară din 2024 a avut loc în perioada 9 - 10 august 2024 pe Stade de France.

## Recorduri
Înaintea acestei competiții, recordurile mondiale și olimpice erau următoarele:
| Record  | Atlet                                                                                      | Timp    | Loc                 | Data           |
| ------- | ------------------------------------------------------------------------------------------ | ------- | ------------------- | -------------- |
| Mondial | Statele Unite ale Americii (Andrew Valmon, Quincy Watts, Butch Reynolds, Michael Johnson)  | 2:54,29 | Stuttgart, Germania | 22 august 1993 |
| Olimpic | Statele Unite ale Americii (LaShawn Merritt, Angelo Taylor, David Neville, Jeremy Wariner) | 2:55,39 | Beijing, China      | 23 august 2008 |

## Program
Orele sunt ora Franței (UTC+1) 
| Data                    | Oră   | Etapă      |
| ----------------------- | ----- | ---------- |
| Vineri, 9 august 2024   | 11:05 | Primul tur |
| Sâmbătă, 10 august 2024 | 21:12 | Finala     |

## Rezultate

### Primul tur
S-au calificat în finală primele trei echipe din fiecare serie (C) și următoarele două echipe cu cel mai bun timp (c).

#### Seria 1
| Loc | Culoar | Țară                       | Atleți                                                                   | Reacție la start | Timp    | Note  |
| --- | ------ | -------------------------- | ------------------------------------------------------------------------ | ---------------- | ------- | ----- |
| 1   | 6      | Botswana                   | Letsile Tebogo, Busang Collen Kebinatshipi, Anthony Pesela, Bayapo Ndori | 0,165            | 2:57,76 | C, SB |
| 2   | 8      | Marea Britanie             | Samuel Reardon, Matthew Hudson-Smith, Toby Harries, Charlie Dobson       | 0,228            | 2:58,88 | C, SB |
| 3   | 4      | Statele Unite ale Americii | Quincy Wilson, Vernon Norwood, Bryce Deadmon, Christopher Bailey         | 0,166            | 2:59,15 | C     |
| 4   | 7      | Japonia                    | Yuki Joseph Nakajima, Kaito Kawabata, Fuga Sato, entaro Sato             | 0,199            | 2:59,48 | C, RN |
| 5   | 2      | Zambia                     | Patrick Kakoz Nyambe, Kennedy Luchembe, Chanda Mulenga, Muzala Samukonga | 0,190            | 3:00,08 | C     |
| 6   | 5      | Germania                   | Jean Paul Bredau, Marc Koch, Manuel Sanders, Emil Agyekum                | 0,153            | 3:00,29 | SB    |
| 7   | 3      | Polonia                    | Maksymilian Szwed, Karol Zalewski, Daniel Sołtysiak, Kajetan Duszyński   | 0,163            | 3:01,21 | SB    |
| 8   | 9      | Trinidad și Tobago         | Renny Quow, Jereem Richards, Jaden Marchan, Shakeem McKay                | 0,156            | 3:06,73 |       |

#### Seria 2
| Loc | Culoar | Țară          | Atleți                                                                      | Reacție la start | Timp    | Note   |
| --- | ------ | ------------- | --------------------------------------------------------------------------- | ---------------- | ------- | ------ |
| 1   | 3      | Franța        | Muhammad Abdallah Kounta, Gilles Biron, Téo Andant, Fabrisio Saïdy          | 0,156            | 2:59,53 | C, SB  |
| 2   | 7      | Belgia        | Jonathan Sacoor, Dylan Borlée, Florent Mabille, Kevin Borlée                | 0,143            | 2:59,84 | C, =SB |
| 3   | 5      | Italia        | Luca Sito, Vladimir Aceti, Alessandro Sibilio, Edoardo Scotti               | 0,166            | 3:00,26 | C, SB  |
| 4   | 2      | India         | Muhammed Anas Yahiya, Muhammed Ajmal Variyathodi, Amoj Jacob, Rajesh Ramesh | 0,158            | 3:00,58 | SB     |
| 5   | 4      | Brazilia      | Lucas Carvalho, Lucas Vilar, Douglas Mendes, Matheus Lima                   | 0,141            | 3:00,95 | SB     |
| 6   | 9      | Spania        | Iñaki Cañal, Óscar Husillos, David García Zurita, Julio Arenas              | 0,145            | 3:01,60 |        |
| 7   | 6      | Africa de Sud | Gardeo Isaacs, Zakithi Nene, Antonie Matthys Nortje, Lythe Pillay           | 0,168            | 3:03,19 | c      |
|     | 8      | Nigeria       | Ifeanyi Emmanuel Ojeli, Ezekiel Nathaniel, Dubem Amene, Chidi Okezie        | 0,152            | DS      |        |

### Finala
| Loc | Culoar | Țară                       | Atleți                                                                   | Reacție la start | Timp    | Note |
| --- | ------ | -------------------------- | ------------------------------------------------------------------------ | ---------------- | ------- | ---- |
| 1   | 4      | Statele Unite ale Americii | Christopher Bailey, Vernon Norwood, Bryce Deadmon, Rai Benjamin          | 0,144            | 2:54,43 | RO   |
| 2   | 6      | Botswana                   | Bayapo Ndori, Busang Collen Kebinatshipi, Anthony Pesela, Letsile Tebogo | 0,159            | 2:54,53 | RC   |
| 3   | 7      | Marea Britanie             | Alex Haydock-Wilson, Matthew Hudson-Smith, Lewis Davey, Charlie Dobson   | 0,150            | 2:55,83 | RC   |
| 4   | 5      | Belgia                     | Jonathan Sacoor, Dylan Borlée, Kevin Borlée, Florent Mabille             | 0,152            | 2:57,75 | RN   |
| 5   | 1      | Africa de Sud              | Gardeo Isaacs, Zakithi Nene, Lythe Pillay, Antonie Matthys Nortje        | 0,156            | 2:58,12 | RN   |
| 6   | 2      | Japonia                    | Yuki Joseph Nakajima, Kaito Kawabata, Fuga Sato, Kentaro Sato            | 0,204            | 2:58,33 | RC   |
| 7   | 9      | Italia                     | Luca Sito, Vladimir Aceti, Edoardo Scotti, Alessandro Sibilio            | 0,152            | 2:59,72 | SB   |
| 8   | 3      | Zambia                     | Patrick Kakoz Nyambe, Kennedy Luchembe, Chanda Mulenga, Muzala Samukonga | 0,186            | 3:02,76 |      |
| 9   | 8      | Franța                     | Muhammad Abdallah Kounta, Gilles Biron, Téo Andant, Fabrisio Saïdy       | 0,156            | 3:07,30 |      |